# Acıbadem kurabiyesi
Dit overzicht is mogelijk incompleet; u kunt helpen door het uit te breiden.

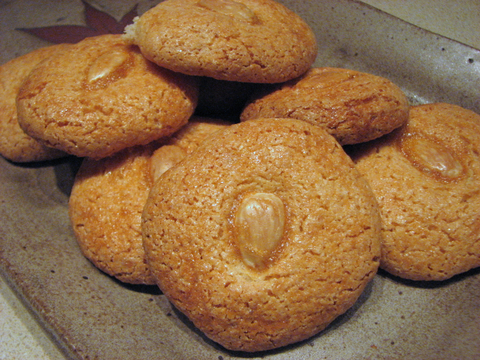
Acıbadem kurabiyesi

Acıbadem kurabiyesi (Turks: acıbadem kurabiyesi = "bitter amandelkoekje") is een traditioneel Turks koekje, gemaakt van amandelen, suiker en eiwit.
Het traditionele recept vermeldt een kleine hoeveelheid van bittere amandelen, waaraan het koekje zijn naam te danken heeft. Tegenwoordig gebruikt men in plaats van bittere amandelen een amandelextract. De koekjes hebben een taaie structuur en worden meestal geserveerd bij de koffie of een ijsje.